# بالاس (تيتان)

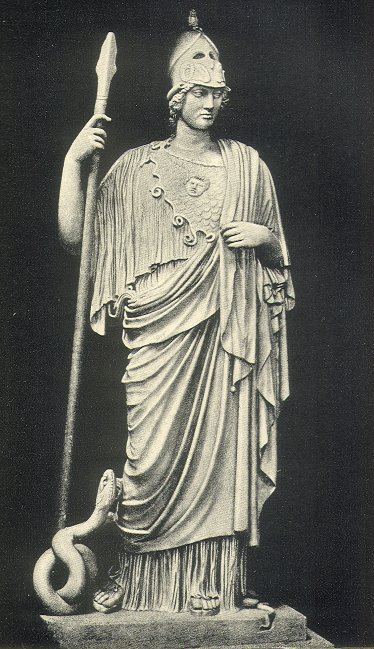

بالاس (باليونانية: Πάλλας)‏ هو واحد من آلهة الحرب التيتانية، حسب ما ذكر هسيود هو ابن كريوس ويوريبيا وشقيق أسترايوس وبيرسيس وزوج ستيكس ووالد زيلوس ونيكه وكراتوس وبيا. يقول الأديب الروماني هيجينوس أنه كان ينادى بالعملاق وإعتبر إله الحرب أثناء فصل الربيع وإله النافورات والبحيرات.